# Lingue bicolane
Le lingue bicolane, dette anche bicol o bikol, sono una famiglia di lingue filippine centrali parlate nelle Filippine nella regione di Bicol, situata nel sud-est di Luzon e nelle isole Burias nella Provincia di Masbate.

## Classificazione

### Ethnologue
Secondo Ethnologue, la classificazione delle lingue bicolane è la seguente:

#### Bikol
- Lingue della costa
  - Lingue di Naga
    - Lingua agta di Isarog [codice ISO 639-3 agk]
    - Lingua agta del monte Iraya [atl]
    - Lingua bicolana centrale [bcl]

  - Lingue di Virac
    - Lingua bicolana di Catanduanes meridionale [bln]
- Lingue dell'entroterra
  - Lingue di Buhi-Daraga
    - Lingua bicolana di Albay [bhk]

  - Lingue di Iriga
    - Lingua bicolana rinconada o lingua bicolana di Iriga [bto]
    - Lingua agta del monte Iriga [agz]
- Lingue di Pandan
  - lingua bicolana di Catanduanes settentrionale [cts]

Secondo lo standard ISO 639-3, invece, i singoli idiomi appartenenti al macrolinguaggio bicolano sono:
- Lingua bicolana buhi'non [codice ISO 639-3 ubl]
- Lingua bicolana centrale [bcl]
- Lingua bicolana di Libon [lbl]
- Lingua bicolana miraya [rbl]
- Lingua bicolana di Catanduanes settentrionale [cts]
- Lingua bicolana rinconada [bto]
- Lingua bicolana di Catanduanes meridionale [bln]

Lingua bicolana di Albay occidentale [fbl]

### Lobel (2000)
Lobel, nel 2000, stila questa lista di 12 dialetti e 4 rami principali delle Lingue Bicolane
- Bikol
  - Costa Settentrionale di Bikol
    - Centrale Standard – parlata maggiormente a Naga City, Cam. Sur, Tabaco & Legazpi, Albay and Sorsogon City, Sorsogon. Anche riconosciuta (e, a volte, capita) a Daet, Camarines Norte e molte altre aree di Camarines Sur, San Pascual, Masbate on Burias Island, primo e secondo distretto di Albay, costa sud-ovest di Catanduanes, e nel nord-est di Sorsogon.
      - dialetto di Daet
      - dialetto di Naga City
      - dialetto di Tabaco–Legazpi–Sorsogon
      - Sud-ovest e città settentrionali di San Andres e Caramoran, Catanduanes.

    - Partido – parlato nella Provincia di Camarines Sur, nei comuni di Ocampo, Goa, Tigaon, Lagonoy, Sagñay, e San Jose. Questo dialetto ha un'intonazione dolce ed è fortemente influenzato da Rinconada Bikol.
    - Catanduanes Meridionali – parlato nella porzione meridionale di Catanduanes.
      - dialetto di Virac
      - dialetto di Bato
      - dialetto di Baras
      - dialetto di San Miguel  (provvisorio al Nord Catanduanes)

  - Costa Meridionale e Bikol dell'Entroterra
    - Rinconada Bikol – parlato principalmente ad Iriga City, Baao, Bula, Balatan, Baao e Nabua, Camarines Sur. Anche in alcune parti di Ocampo, Buhi e Pili nella Camarines Sur ed in parti di Polangui, Albay.
      - Rinconada dialetto lacustre (manca la vocale /ə/)
      - Rinconada dialetto montuoso (con la vocale/ə/)

    - Buhinon – parlato a Buhi, Camarines Sur. Contiene caratteristiche da entrambi i Bikol di Polangui, Albay e il dialetto di Iriga (Rinconada Bikol).
    - Libon – parlato a Libon, Albay.
    - Miraya Ovest – parlato a Ligao City, Polangui, Oas, e Pio Duran, Albay.
    - Miraya Est – parlato a Guinobatan, Camalig, Daraga e Jovellar, Albay and Donsol e Pilar, Sorsogon.
      - Centrale (Guinobatan)
      - Estremo Est (Camalig, Daraga)
      - Sud-est (Jovellar, Albay, Donsol, Pilar)

  - Catanduanes Settentrionale
    - Pandan Bikol – parlato da circa 80,000 persone e la porzione settentrionale di Catanduanes.
      - Bagamanoc
      - dialetto di Caramoran (provvisorio al Sud Catanduanes)
      - dialetto di Gigmoto (provvisorio al Sud Catanduanes)
      - dialetto di Pandan
      - dialetto di Panganiban
      - dialetto di Viga

  - Bisakol
    - Sorsogon Settentrionale – parlato a Sorsogon City, Castilla, Casiguran e Juban.
      - dialetto di Castilla (mischiato con Bikol-Legazpi)
      - dialetto di Casiguran–Juban

    - Sorsogon Meridionale (anche conosciuto come lingua Gubat) – parlato a Gubat; Barcelona, Bulusan, Santa Magdalena, Matnog, Irosin, e Bulan.
    - Masbateño – parlato a Masbate City, Mobo, Uson, Dimasalang, Palanas, Masbate, Aroroy nell'Isola di Masbate, tutti di Ticao Island, e Claveria nella porzione meridionale dell'Isola Burias.
      - Masbateño Standard
      - dialetto di Ticao Island

Alcuni dialetti del Bikol meridionale hanno la vocale centrale non arrotondata /ɨ/ come riflesso del proto-austronesiano *ə. Tuttavia, il proto-austronesiano *ə è realizzato come /o/ a Libon. Due dialetti bikol hanno consonanti aggiuntive uniche, ovvero il Catanduanes Meridionale, che ha una consonante laterale interdentale /l̟/ (trascritto anche come l̪͆) e il Buhinon, che ha la vocale velare fricativa /ɣ/.